# Battaglia di Junín
La battaglia di Junin fu uno degli ultimi scontri tra l'esercito realista spagnolo e gli indipendentisti nell'ambito delle guerre d'indipendenza ispanoamericane e nello specifico dell'indipendenza del Perù. La battaglia, avvenuta il 6 agosto 1824 nell'altopiano di Junín ad oltre 4000 metri di altitudine, ebbe come risultato la vittoria degli indipendentisti.
All'inizio del 1824 parte del Sudamerica era stata liberata da Simón Bolívar, che aveva creato la Grande Colombia di cui era presidente, dopo l'emancipazione di Colombia e Venezuela e quella dell'Ecuador, avvenuta per merito del suo generale capo Antonio José de Sucre. In Perù invece i realisti erano ancora presenti negli altopiani centrali e in Alto Perù e Bolívar voleva concludere l'opera, scacciando definitivamente gli spagnoli dal continente. Il "Liberatore" aveva nel suo esercito circa 8-9000 uomini, meno di quelli che avevano i realisti nell'area peruviana, tuttavia le forze monarchiche erano sparse per tutta la valle del Mantaro e in Alto Perù, a causa di una rivolta del generale realista Pedro Antonio Olañeta che aveva diviso la difesa del vicereame costringendo il viceré dell'Alto Perù a mandare circa 5 000 soldati normalmente stanziati a Puno.
Bolivar, sapendo di questo vantaggio colse l'occasione, e nel giugno 1824 mandò il suo esercito verso gli altopiani centrali del Perù, isolando le forze realiste del generale José de Canterac, situate nel nord. La battaglia fu combattuta all'arma bianca con solo le cavallerie e risultò molto breve, durando infatti meno di un'ora. La vittoria sollevò il morale degli indipendentisti di Bolivar e Sucre che, pochi mesi più tardi, sconfiggeranno definitivamente gli spagnoli nella battaglia di Ayacucho, l'ultima delle guerre di liberazione sudamericane.